# 沖縄県立沖縄ろう学校
沖縄県立沖縄ろう学校（おきなわけんりつ おきなわろうがっこう）は、沖縄県中頭郡北中城村屋宜原にある公立特別支援学校。
沖縄県唯一の聴覚障害者を主に対象とした特別支援学校（旧名称では聾学校）である。
なお、当記事では1978年から1984年に存在した沖縄県立北城ろう学校（おきなわけんりつきたしろろうがっこう）と分校であった宮古分校（みやこぶんこう）、八重山分校（やえやまぶんこう）についても記述する。

## 概要
1924年に田代清雄により那覇市若狭に設立された沖縄聾唖学校が当校の始まりである。その後、1943年には盲学校であった沖縄県立代用私立盲学校と合併し、沖縄県立盲聾唖学校となったが、太平洋戦争などの影響により1945年2月に閉校した。
戦後、米軍統治下であった1951年に沖縄盲聾唖学校として那覇市首里石嶺（現在は沖縄県立首里東高等学校が立地している）に開校され、その後、1954年に文教局に移管され琉球政府立沖縄盲聾学校となった。
1959年には盲とろうの分離が行われ、盲に関しては琉球政府立沖縄盲学校（現、沖縄県立沖縄盲学校）、ろうに関しては琉球政府立沖縄聾学校（当校）にそれぞれ引き継がれ、それに前後し移転が行われ、2校は完全に分離された。
2007年には突如、当校を知的障害を併設する特別支援学校へ移行する計画が挙がった。しかし個性ある障害児それぞれに対応する専門性確保のためには、ろう学校としての学校を組織を守るべきだとの運動が起こった。現在でも、解決していない。
なお、2006年6月の学校教育法一部改定により、旧盲学校、旧聾学校、旧養護学校の学校種が特別支援学校に統一されたことから、県内の養護学校においては学校名を特別支援学校へ変更したが、当校及び、沖縄盲学校においては2009年現在、改名は予定されていない（特別支援学校#校名の変更も参照）。

## 指導科構成
- 幼稚部
- 小学部
- 中学部
- 高等部

## 沿革
- 1924年4月 - 沖縄聾唖学校として設立。
- 1943年4月 - 盲学校であった沖縄盲学校と合併、学校名を沖縄県立盲聾唖学校に変更。
- 1945年2月 - 太平洋戦争の影響により閉校。
- 1951年8月 - 沖縄盲聾唖学校として設立。
- 1954年9月 - 文教局に移管され学校名を琉球政府立沖縄盲聾学校に変更。
- 1958年8月 - 現在の首里東高校の場所に校舎移転。
- 1959年4月 - 盲・ろうを分離し、琉球政府立沖縄聾学校、琉球政府立沖縄盲学校に分離。
- 1961年7月 - 高等部設置（木材工芸科・被服科）。
- 1961年7月 - 幼稚部設置。
- 1972年5月 - 本土復帰により学校名を沖縄県立沖縄聾学校に変更。スクールバス運行開始。
- 1974年6月 - 沖縄盲学校の寄宿舎が移転。これにより、盲とろうが完全に分離。
- 1978年4月 - 沖縄県立北城ろう学校、沖縄県立北城ろう学校宮古分校、沖縄県立北城ろう学校八重山分校が設立。
- 1980年4月 - 学校名を沖縄県立沖縄ろう学校に変更。
- 1984年3月 - 沖縄県立北城ろう学校、沖縄県立北城ろう学校宮古分校、沖縄県立北城ろう学校八重山分校が閉校。
- 1984年10月 - 現在の場所に校舎移転。

## 沖縄県立北城ろう学校
1964年の風疹の流行により、1965年の沖縄県内（当時は米軍統治下のため「沖縄県」ではなかったが、ここでは分かりやすくするため「沖縄県」を用いる。以下同じ）では風疹障害児が多く生まれた。そのため、1969年には沖縄県内各地に風疹難聴学級が設置された幼稚部学級が開設された。その後、小学校においては通常の生徒と同様に学校へ入学し、新設された風疹難聴学級で教育を受けた。しかし、聴能訓練に大半が費やされたため、通常の学校教育で要求される学力を身につけることができなかった。
そこで、沖縄県は当時の風疹障害児のためだけの独立した学校を新設することを計画。1978年に本校である沖縄県立北城ろう学校、分校である宮古分校、八重山分校を設立。単一学科、単一学年生で本校には全140人の生徒が入学、19学級が開設された。1981年には普通科と職業科によって構成される高等部が新設された。
1984年3月に全生徒が卒業し当校は役目を終え、本校、分校ともに6年間の短い歴史に幕を閉じた。なお、閉校の約半年後に跡地には沖縄県立沖縄ろう学校が移転してきている。
本校に関しては高等部新設とともに野球部が結成され、1983年には夏の高校野球の沖縄県大会に正式出場。当校をモデルとした映画「遥かなる甲子園」が制作された（詳細については遥かなる甲子園を参照）。